# Rhamphichthys apurensis
Rhamphichthys apurensis är en fiskart som först beskrevs av Fernández-yépez, 1968.  Rhamphichthys apurensis ingår i släktet Rhamphichthys och familjen Rhamphichthyidae. Inga underarter finns listade i Catalogue of Life.